# Liste des clochers-murs de la Drôme
Cet article recense les édifices religieux de la Drôme, en France, munis d'un clocher-mur.

## Liste
| Édifice                               | Commune             | Notes             | Coordonnées                      | Photo |
| ------------------------------------- | ------------------- | ----------------- | -------------------------------- | ----- |
| Église Sainte-Croix                   | La Baume-de-Transit | Classé MH (1908)  | 44° 20′ 19″ nord, 4° 51′ 52″ est |       |
| Église Saint-Apollinaire              | Eurre               |                   | 44° 45′ 33″ nord, 4° 59′ 19″ est |       |
| Église Saint-Jean-Baptiste de Grimone | Glandage            |                   | 44° 41′ 46″ nord, 5° 38′ 10″ est |       |
| Chapelle Sainte-Anne                  | Le Pègue            | Inscrit MH (1926) | 44° 25′ 42″ nord, 5° 02′ 46″ est |       |
| Église Saint-Étienne                  | Montjoux            |                   | 44° 30′ 00″ nord, 5° 05′ 52″ est |       |
| Église Notre-Dame-la-Brune            | Pont-de-Barret      | Classé MH (1908)  | 44° 36′ 09″ nord, 5° 00′ 45″ est |       |